# Beatriz d'Este, Rainha da Hungria
Beatriz d'Este, também conhecida como Beatriz III d'Este (em italiano:  Beatrice; Ferrara, 1215 – Mosteiro de São João Batista, antes de 8 de maio de 1245) foi uma nobre italiana que foi rainha da Hungria por um breve período, entre maio de 1234 a setembro de 1235, como a terceira e última esposa de André II da Hungria. Após a morte do marido, anunciou estar grávida dele e foi acusada de adultério pelo enteado, o novo rei Bela IV, portanto, a legitimidade de Estêvão, o Póstumo nunca foi reconhecida pela família real húngara. No entanto, ela não desistiu e continuou a reivindicar os direitos do filho até a sua morte. Embora Estêvão nunca tenha sido rei, o filho dele foi eleito André III da Hungria anos mais tarde.

## Nome
Ela teve uma tia (Beatriz I) e uma prima também chamadas Beatriz d'Este, sendo que a primeira foi beatificada e a segunda foi santificada pela Igreja Católica. Alguns acreditaram ao longo dos séculos que própria Beatriz, rainha da Hungria, tinha sido beatificada, porém, é provável que essa crença tenha resultado de uma confusão de identidade com as suas parentes.
Além das três, houve uma quarta e quinta Beatriz. A quarta nasceu em 1268 e morreu em 1334, e foi Juíza de Gallura e Senhora de Milão através de seus dois casamentos. Ela é mais conhecida por ter sido mencionada em Purgatório, a segunda parte da Divina Comédia de Dante Alighieri. 
A quinta era a duquesa de Bari e Milão como esposa de Ludovico Sforza, e ficou conhecida por ter sido uma grande personalidade e mecenas do Renascimento italiano.

## Família
Beatriz foi a única filha de Aldobrandino I d'Este, marquês de Este e Ferrara, porém, a identidade de sua mãe não é conhecida. 
Os seus avós paternos eram Azo VI d'Este e Sofia de Aldobrandini.
Ela teve um irmão, Contardo d'Este, que renunciou à posição de príncipe herdeiro de Ferrara, e seguiu numa peregrinação para Santiago de Compostela, onde morreu em 16 de abril de 1249 de causas naturais; ele é considerado um santo pela igreja católica, e é comemorado no dia 16 de abril.

## Biografia
Como Aldobrandino morreu em 1215, o tio dela, Azo VII d'Este, o novo marquês, se tornou a guardião da menina.  Além disso, a morte de Aldobrandino deixou a família com muitas dívidas.

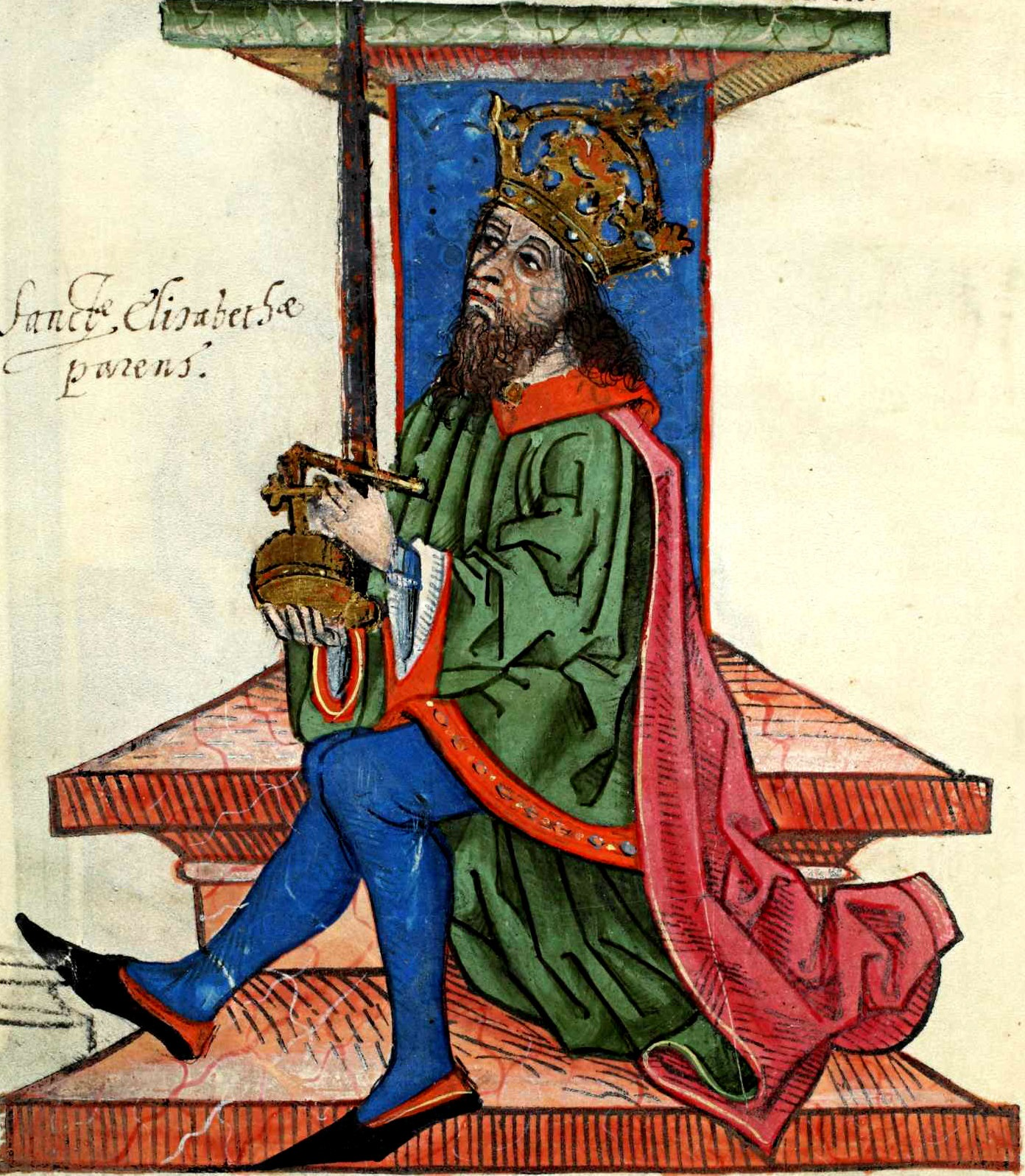
Miniatura de 1488 de André II na Chronica Hungarorum.

No início de 1234, quando Beatriz tinha cerca de 19 anos, o rei André II da Hungria, que contava com 56 ou 57 anos de idade, visitou a corte de Este e se apaixonou por ela. Ele já tinha ficado viúvo duas vezes, sendo que sua primeiro esposa foi Gertrudes da Merânia, e a segunda, Iolanda de Courtenay. No total, o rei tinha tinha seis filhos, e os cinco primeiros do primeiro casamento eram mais velhos do que Beatriz.
O tio da jovem concordou com o casamento, com a condição que Beatriz e André renunciassem ao dote e à reivindicação da herança do pai dela. Com isso, os dois se casaram em 14 de maio de 1234, na Basílica da Assunção, na cidade de Székesfehérvár. No contrato nupcial, ficou estabelecido que André daria 5.000  marcos de prata para a esposa, além de 1.000 marcos de prata por ano, de seu próprio bolso, à sua graça e favor. O casamento foi celebrado por Guidotto, bispo de Mântua, e André desenha, simbolicamente, um desenho no dedo de Beatriz. O acordo aconteceu na frente de um grande número de convidados na igreja; os doze mais significativos foram registrados por nome no documento. Dois prelados húngaros foram seguidos por dez dignitários italianos, que eram membros da comitiva da nova rainha.
O contrato de casamento dos dois é, provavelmente, a única cópia sobrevivente dos documentos emitidos nessa época pelo tabelião imperial, Zanebonus de Lonado, e o único contrato nupcial da Casa de Arpades que existe até hoje.
O casamento logo se tornou tenso, e André II faleceu em 21 de setembro de 1235. Ele foi sucedido pelo seu filho mais velho, Bela IV. Beatriz descobriu, então, que estava grávida. Determinado a banir a madrasta da corte, o seu enteado acusou-a de adultério com Denis, o Palatino da Hungria, alegando que o filho que ela carregava não era do seu pai. Bela IV ordenou a prisão do nobre, e ele foi cegado. Beatriz, contudo, conseguiu escapar para a Alemanha com o auxílio dos embaixadores do imperador Frederico II do Sacro Império Romano-Germânico, que tinham ido chegado ao país para comparecer ao funeral de André II. 
Ela deu a luz ao filho, Estêvão, o Póstumo, em 1246, em Wehrda, no Ducado da Turíngia, que fazia parte do Sacro Império Romano-Germânico. Logo em seguida, ela chegou na Itália com o filho. Completamente desamparada, ela tentou lutar para ter a legitimidade de Estêvão reconhecida, porém, o novo rei continuou a rejeitá-lo como seu meio-irmão.

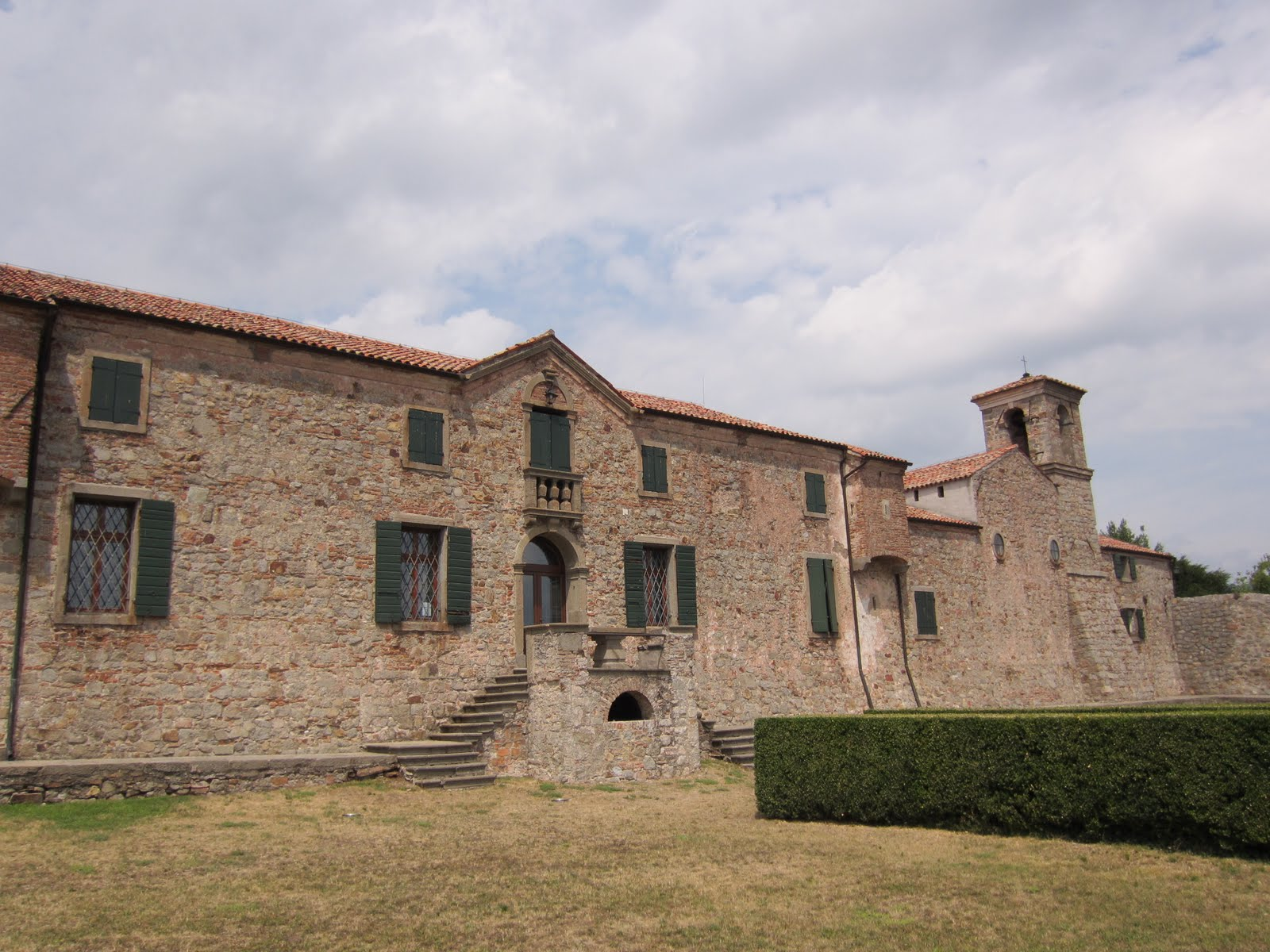
Mosteiro no Monte Gemola fotografado em 2018.

Ela planejava viver na corte do tio, Azo VII, no entanto, ele recusou o pedido da sobrinha. Ela passou os próximos anos vagando pela Itália, sem nunca desistir da reivindicação do filho de receber renda ducal da Hungria. Ela também tentou convencer a República de Veneza, onde encontrou refúgio, a apoiar o filho dela durante a guerra com a Hungria, porém, eles prometeram a Bela IV no acordo de paz de 30 de junho de 1244, que não apoiariam Beatriz e Estêvão. O Papa Inocêncio IV concedeu à antiga rainha a renda de 35 mosteiros na Itália.

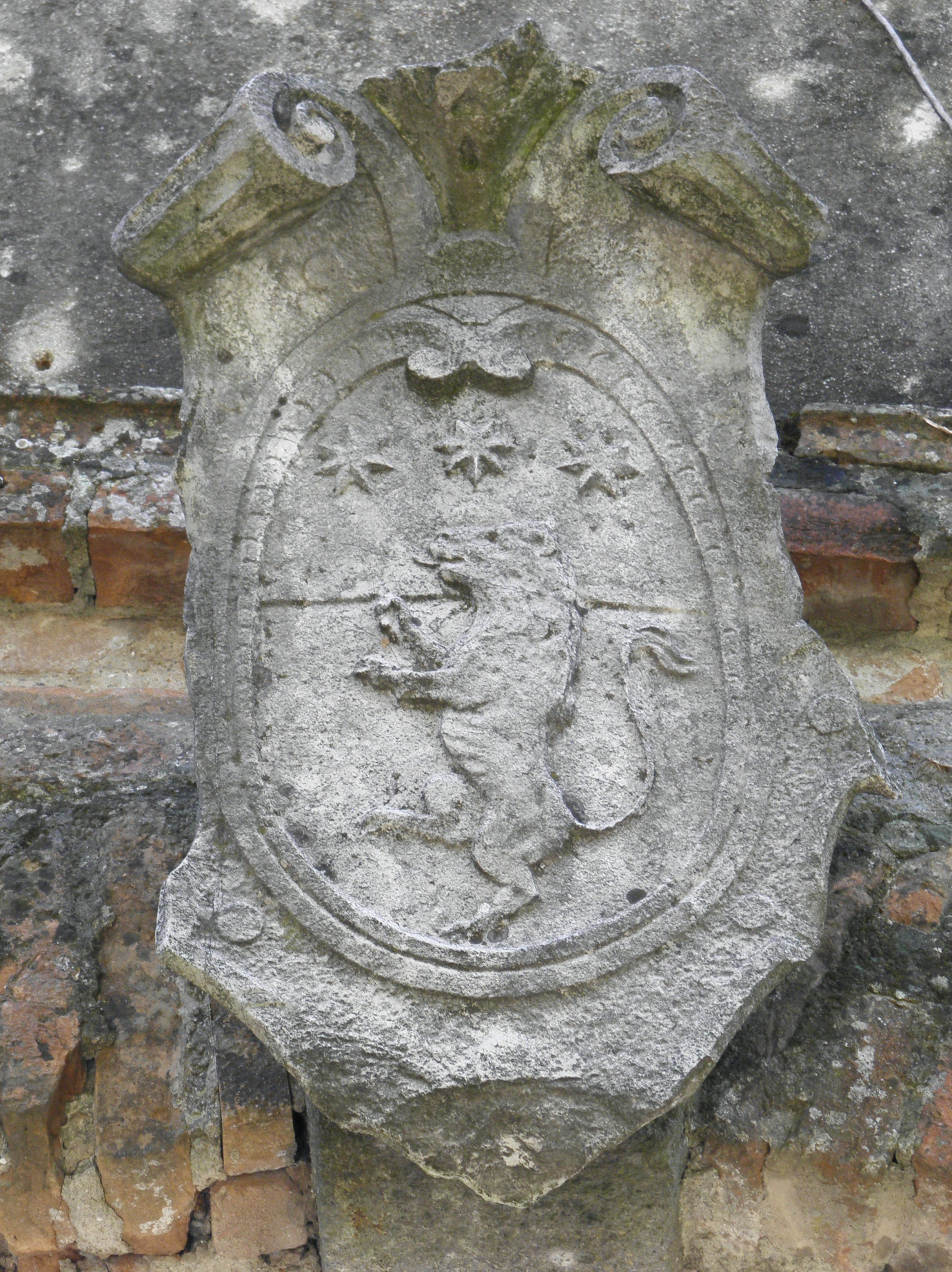
O brasão da Casa de Este gravado nas paredes do mosteiro.

Beatriz se retirou para convento no Mosteiro de São João Batista no Monte Gemola, nas Colinas Eugâneas, na comuna de Baone, hoje na província de Pádua, porém, não chegou a fazer votos de freira. Hoje o mosteiro é conhecido como Villa Beatrice d'Este em homenagem a sua fundadora, que era a beata Beatriz, tia da ex-rainha. Beatriz faleceu no local em 1245, e foi enterrada em Gemola, porém, o seu corpo desapareceu ao longo dos séculos.

## Descendência
- Estêvão da Hungria (1236 - após 10 de abril de 1271), criado na Itália pela mãe, foi duque da Eslavônia e patrício de Veneza. Foi primeiro casado com Isabel (ou Catarina) Traversari, viúva de Tomás de Foliano, e depois foi marido de Tomasina Morosini, com quem teve um filho, André III da Hungria, que foi eleito rei da Hungria, em 1290, após a morte sem herdeiros do primo Ladislau IV, neto de Bela IV.